# 355 (فلم)
355 هو فيلم جاسوسية أمريكي من إخراج سيمون كينبرج وبطولة جيسيكا شاستاين، بينيلوبي كروز، فان بينغبينغ، لوبيتا نيونغو، ديان كروغر، سيباستيان ستان وإدغار راميرز. عُرض الفيلم في الولايات المتحدة في 15 يناير 2021.

## روابط خارجية
- الموقع الرسمي
- مقالات تستعمل روابط فنية بلا صلة مع ويكي بيانات